# Oxyopes angulitarsus
Oxyopes angulitarsus là một loài nhện trong họ Oxyopidae.
Loài này thuộc chi Oxyopes. Oxyopes angulitarsus được Roger de Lessert miêu tả năm 1915.